# 荻野山中藩
荻野山中藩（おぎのやまなかはん）は、相模国愛甲郡（現在の神奈川県厚木市中荻野）に存在した藩。藩庁は荻野山中陣屋に置かれた。

## 藩史
荻野山中藩は小田原藩大久保家の支藩である。天明3年（1783年）に駿河国松長藩主・大久保教翅が陣屋が山中に移転したことで立藩した。この頃から山中藩では藩財政の窮乏化が進んでおり、教翅の子・教孝は「養蚕要略」を公布して養蚕業の奨励・発展に努めたが、効果は望めなかった。慶応3年（1867年）秋頃から冬にかけ関東では勤王の為と称し薩摩藩士ら中心による集団強盗が横行、愛甲地区でも被害が多数出ていた 12月15日江戸薩摩藩邸に集まった鯉渕四郎ら薩摩藩士中心の倒幕派浪士隊は藩主が甲府城の勤番のために留守であった山中陣屋を夜襲、焼き討ちする。その際即死3人、深手を負った2名の内当代官が3日後死去。更に12月16日早朝に隊は厚木川入村佐野家へ押し入り金品を強奪し津久井方面へ向かうなど藩や領民に衝撃を与える。
陣屋は焼失にもかかわらず、市内王子の福伝寺には遺構として陣屋裏門と伝わる門がある。跡地には稲荷と石灯籠があるにすぎない。
慶応4年（明治元年＝1868年）、徳川家達の駿府（静岡）入部にともない、駿河国内の領地に替えて相模国愛甲郡内の旧幕府・旗本領を与えられ、現在の厚木市周辺に領地を集中させた。明治2年（1869年）6月、最後の藩主・教義は版籍奉還により知藩事となった。明治4年（1871年）7月の廃藩置県で荻野山中藩は廃藩となり荻野山中県が設置されたが、同年11月に足柄県に統合され、明治9年（1876年）に神奈川県に編入された。現在の厚木市荻野新宿の交差点の近くには、参勤交代に使われた道が残り、案内の石碑がある。

## 歴代藩主
大久保家
譜代。1万3000石。
1. 教翅（のりのぶ） 従五位下 中務大輔
2. 教孝（のりたか） 従五位下 出雲守
3. 教義（のりよし） 従五位下 中務大輔

## 幕末の領地
- 相模国
  - 高座郡のうち - 1村
  - 足柄上郡のうち - 1村
  - 愛甲郡のうち - 23村
- 駿河国
  - 駿東郡のうち - 8村（静岡藩に編入）
  - 富士郡のうち - 4村（同上）
- 伊豆国
  - 君沢郡のうち - 14村（韮山県に編入）
  - 田方郡のうち - 14村（同上）
  - 賀茂郡のうち - 5村（同上）

相模国の村数には駿河国・伊豆国から領地替えされた地域も含まれているものと推測される。